# Gymnosteris
Gymnosteris là một chi thực vật có hoa trong họ Polemoniaceae.

## Loài
Chi Gymnosteris gồm các loài: